# فهرست پرفروش‌ترین کارگردان‌های فیلم
در زیر پرفروش‌ترین کارگردانان فیلم جهان فهرست شده‌است. این فهرست بر اساس تورم تعدیل نشده‌است.

## در سراسر جهان
| رتبه | نام             | گیشه جهانی      | پرفروش‌ترین فیلم                                     | منبع        |
| ---- | --------------- | --------------- | --------------------------------------------------- | ----------- |
| ۱    | استیون اسپیلبرگ | $۱۰٬۶۹۵٬۹۷۱٬۹۵۷ | $۱٬۰۴۵٬۵۷۳٬۰۳۵ (پارک ژوراسیک)                       | [ ۳ ]       |
| ۲    | جیمز کامرون     | $۸٬۷۰۴٬۰۰۷٬۲۰۰  | $۲٬۹۲۳٬۷۰۶٬۰۲۶ (آواتار)                             | [ ۴ ]       |
| ۳    | برادران روسو    | $۶٬۸۳۴٬۴۲۶٬۷۰۲  | $۲٬۷۹۴٬۷۳۱٬۷۵۵ (انتقام‌جویان: پایان بازی)            | [ ۵ ] [ ۶ ] |
| ۴    | پیتر جکسون      | $۶٬۵۳۷٬۸۶۰٬۱۳۴  | $۱٬۱۲۱٬۳۸۶٬۹۸۱ (ارباب حلقه‌ها: بازگشت پادشاه)        | [ ۷ ]       |
| ۵    | مایکل بی        | $۶٬۴۹۵٬۸۴۶٬۱۹۶  | $۱٬۱۲۳٬۷۹۴٬۰۷۹ (تبدیل‌شوندگان: نیمه تاریک ماه)       | [ ۸ ]       |
| ۶    | دیوید ییتس      | $۶٬۳۴۶٬۲۰۰٬۰۵۱  | $۱٬۳۱۵٬۳۶۳٬۶۴۷ (هری پاتر و یادگاران مرگ – قسمت دوم) | [ ۹ ]       |
| ۷    | کریستوفر نولان  | $۵٬۹۹۴٬۵۸۸٬۸۷۱  | $۱٬۰۸۲٬۲۲۸٬۱۰۷ (شوالیه تاریکی برمی‌خیزد)             | [ ۱۰ ]      |
| ۸    | جی. جی. آبرامز  | $۴٬۶۴۸٬۹۶۵٬۵۰۲  | $۲٬۰۶۴٬۶۱۵٬۸۱۷ (جنگ ستارگان: نیرو برمی‌خیزد)         | [ ۱۱ ]      |
| ۹    | ریدلی اسکات     | $۴٬۴۹۸٬۹۶۶٬۴۹۹  | $۶۵۳٬۶۰۹٬۱۰۷ (مریخی)                                | [ ۱۲ ]      |
| ۱۰   | تیم برتون       | $۴٬۴۲۰٬۵۸۹٬۷۶۷  | $۱٬۰۲۵٬۴۹۱٬۱۱۰ (آلیس در سرزمین عجایب)               | [ ۱۳ ]      |